# 藍髮女孩進城記
《希尔达》是由Silvergate Media和Mercury Filmworks制作，根据卢克·皮尔森同名漫画小说系列改编的动画电视剧。该剧讲述了一位勇敢的十一歲蓝髮女孩希尔达，與母親喬安娜和她的鹿狐枝枝，在因舊屋被破壞，搬到特洛尔堡後的冒险经历。儘管離開了野外，進入了繁華的城市，希爾達仍然設法與最危險的怪物成為朋友。
該系列於2018年9月21日作為Netflix獨家推出，受到好評，最初是一個迷你系列，但由於反響積極，最終變成了完整系列，使該系列續訂第2季。頭兩集在2018年2月25日在紐約國際兒童電影節上首映。
2018年10月8日，該系列續訂了第二季，於2020年12月14日發布。2021年6月9日，木頭人的配音阿科·米切爾在Twitter上發布了一條已刪除的推文，宣布第三季目前正在開發中。2021年推出了電影《希尔达与山怪王》，設定於第二季最终集後。2023年12月7日，第三季在Netflix平台上發布，並確認為最終季，時間點是在電影結束時間點的一年後。
該系列廣受好評，並以兩年內兩次獲得安妮獎“最佳兒童系列”，以及獲得艾美獎的“最佳開場片段”、“最佳兒童電視劇”及“最佳日間節目剪輯”，其中第三項與重啟版“狂歡三寶”共同獲得。

## 故事概要
希尔达是一个11岁的蓝髮女孩，与母亲乔安娜在特洛尔堡市郊外荒野的小木屋里长大，不久后搬至特洛尔堡市居住。在朋友大卫、弗丽达陪伴下，她和鹿狐枝枝、精灵艾福开启一系列冒险，还与特洛尔堡市的居民、动物及精灵们交好。在动画的第三季，她还和伙伴们前往一个名为托弗敦的小镇看望姨婆艾絲翠。

## 角色
以下角色中文譯名以NETFLIX中文字幕版為主。

### 主角
- 希尔达（英文名：Hilda）

配音：貝拉·拉姆齊（美國）
一个热爱冒险的蓝发女孩，喜欢和自己的宠物鹿狐枝枝探索未知的地方。希尔达出生在荒野之中，由于无意间打扰了同样居住在这里的隐形邻居——精灵，不得不和母亲瓊安娜搬到特洛尔堡开启新的生活。在来到特洛尔堡后，她认识了朋友大卫和芙烈達，并加入了麻雀童子军。
- 枝枝（英文名：Twig）

是希尔达的宠物鹿狐，可爱且值得信任，它经常随希尔达一同冒险。
- 瓊安娜（英文名：Johanna）

配音：黛西·哈格德（美國）
希尔达的母亲，充满爱与友善。她是一名平面设计师，也曾经做过五金店的员工。尽管她能够接受女儿出门冒险，但她依然经常担心希尔达的安全，她也曾为希尔达谎报自己的行程而感到沮丧。在她的木屋被巨人约尔根踩碎后，她带着希尔达搬进了特洛尔堡的一套公寓里。
- 大卫（英文名：David）

配音：奧利弗·納爾遜（美國）
希尔达的好朋友，同时也是麻雀童子军的成员之一。他喜欢收集各种石头，善于吸引昆虫。尽管大卫容易被吓到，但他忠诚、善良且富有责任心，愿意陪在朋友的身边。
- - 伊蘭·加爾科夫(Ilan Galkoff)為大衛的歌聲配音[19]
- 芙烈達（英文名：Frida）

配音：阿美娜·法贊-奧喬（美國）
希尔达的好朋友，也是麻雀童子军的成员之一。她拥有出色的学习和组织能力，因此成为了学校的尖子生，同时也获得了许多麻雀童子军徽章。在第二季以后，她开始研究魔法，成为了一名优秀的女巫学员，并掌握了各种咒语。
- 艾福（英文名：Alfur Aldric）

配音：拉斯穆斯·哈迪克（美國）
来自北方郡县（The Northern Counties）的奥德里奇家族的成员。他热爱文书工作，经常为精灵们提供特洛尔堡的有关报告。他在希尔达搬走时随希尔达一起前往特洛尔堡了解城市生活。
- 通图（英文名：Tontu）

配音：拉斯穆斯·哈迪克（美國）
一个尼森精灵，在第一季末被赶出原先的家，后来居住在了希尔达家中不存在的空间（The Nowhere Space）里。

### 其他人物
此處列出的所有演員僅在片尾字幕中被稱為“附加聲音”。 有關特定角色的資訊來自其他來源，他們扮演的角色可能比此處提到的更多。
- 艾絲翠（英文名：Astrid）

配音：米瑞安·瑪格萊斯、特蕾莎·加拉格爾（年輕）（美國）
希尔达的姑婆，乔安娜的姑母，居住在一个名为托弗敦的小镇。
- 凯萨（英文名：Kaisa）

配音：佳兆業·哈馬倫德（美國）
特洛尔堡图书馆的一名图书管理员，同时也是一名女巫，並在其女巫身份被揭露後於第二季中扮演了更活躍的角色。她经常帮助希尔达提供所需的书籍，也曾经和希尔达一起进入裤子薯片（Jorts）公司消灭潮鼠（Tide Mouse）。
- （英文名：Trevor）

配音：里斯·波克尼(Reece Pockney)（美國）
特洛尔堡當地的一個惡霸。
- 木头人（英文名：The Wood Man）

配音：阿科·米切爾（美國）
《藍髮女孩進城記》系列出现频率较高的角色，在希尔达和乔安娜搬到特洛尔堡之前，他是他们的邻居。他習慣性地不請自來，也不敲門。
- 艾瑞克·亞伯格（英文名：Erik Ahlberg）

配音：約翰·霍普金斯（John Hopkins）（美國）
特洛尔堡安全巡逻队的队长，热衷于追求名誉，是第二季的新增角色。在《希尔达与山怪王》的结尾，他辞去了该职务。
- 葛尔达·古斯塔夫（英文名：Gerda Gustav）

配音：露西·蒙哥馬利（美國）
埃里克·阿尔伯格的副手，是第二季的新增角色。与埃里克·阿尔伯格相反，副手葛尔达勤劳能干，希望能够保护特洛尔堡人民的安全。在埃里克·阿尔伯格辞职后，她便就任特洛尔堡安全巡逻队的队长。
- 維多利亞·凡吉雅（英文名：Victoria Van Gale）

配音：雷切爾·阿特金斯(Rachel Atkins)（美國）
曾是特洛尔堡气象局的研究员，她在《藍髮女孩進城記》第一季第七集首次出现在广播中，首次露面于《藍髮女孩進城記》第一季第十集中，并以野生动物庇护所管理员的身份在《藍髮女孩進城記》第二季第五集出现，最后一次出现在《藍髮女孩進城記》第三季第八集中，此时她成为了一名精灵岛的拓荒者，并为希尔达和父亲安德斯离开精灵岛提供帮助。
- 安德斯（英文名：Anders）

配音：約翰·西姆（美國）
希尔达的父亲，总是希望能够多花一些时间陪伴她。
- （英文名：The Pooka）

配音：菲利帕·賴斯(Philippa Rice)（美國）
一個不斷向艾絲翠請求瑣碎事物，但總是被拒絕的變形者。
- 特兰德尔（英文名：Trundle），也称作山怪王，是出现在《希尔达与山怪王》中的巨魔，并以主要反派的身份出现。

## 剧集

### 分季概览
| 季數 | 集数 | 集数 | 上線日期       | 上線日期       |
| ---- | ---- | ---- | -------------- | -------------- |
| 1    | 13   | 13   | 2018年9月21日  | 2018年9月21日  |
| 2    | 13   | 13   | 2020年12月14日 | 2020年12月14日 |
| 电影 | 电影 | 电影 | 2021年12月30日 | 2021年12月30日 |
| 3    | 8    | 8    | 2023年12月7日  | 2023年12月7日  |

### 第一季 (2018)
| 總集數           | 集數（季） | 標題                                                | 導演        | 編劇            | 上線日期      |
| ---------------- | ---------- | --------------------------------------------------- | ----------- | --------------- | ------------- |
| 1                | 1          | 第一章：隱藏的小人物 Chapter 1: The Hidden People   | 安迪·科伊爾 | 斯蒂芬妮·辛普森 | 2018年9月21日 |
| 改編自《》和《》 |            |                                                     |             |                 |               |
| 2                | 2          | 第二章：午夜巨人 Chapter 2: The Midnight Giant      | 安迪·科伊爾 | 斯蒂芬妮·辛普森 | 2018年9月21日 |
| 改編自《》       |            |                                                     |             |                 |               |
| 3                | 3          | 第三章：鳥兒遊行 Chapter 3: The Bird Parade         | 安迪·科伊爾 | 肯尼·拜爾利     | 2018年9月21日 |
| 改編自《》       |            |                                                     |             |                 |               |
| 4                | 4          | 第四章：麻雀童子軍 Chapter 4: The Sparrow Scouts    | 安迪·科伊爾 | 斯蒂芬妮·辛普森 | 2018年9月21日 |
| 5                | 5          | 第五章：巨魔石 Chapter 5: The Troll Rock            | 安迪·科伊爾 | 肯尼·拜爾利     | 2018年9月21日 |
| 6                | 6          | 第六章：夢魘精靈 Chapter 6: The Nightmare Spirit    | 安迪·科伊爾 | 肯尼·拜爾利     | 2018年9月21日 |
| 7                | 7          | 第七章：失落家族 Chapter 7: The Lost Clan           | 安迪·科伊爾 | 班·約瑟夫       | 2018年9月21日 |
| 8                | 8          | 第八章： Chapter 8: The Tide Mice                   | 安迪·科伊爾 | 斯蒂芬妮·辛普森 | 2018年9月21日 |
| 9                | 9          | 第九章：鬼 Chapter 9: The Ghost                     | 安迪·科伊爾 | 肯尼·拜爾利     | 2018年9月21日 |
| 10               | 10         | 第十章：風暴 Chapter 10: The Storm                  | 安迪·科伊爾 | 盧克·皮爾森     | 2018年9月21日 |
| 11               | 11         | 第十一章：林中屋 Chapter 11: The Hohse in the Woods | 安迪·科伊爾 | 班·約瑟夫       | 2018年9月21日 |
| 12               | 12         | 第十二章： Chapter 12: The Nisse                    | 安迪·科伊爾 | 盧克·皮爾森     | 2018年9月21日 |
| 13               | 13         | 第十三章： Chapter 13: The Black Hound              | 安迪·科伊爾 | 斯蒂芬妮·辛普森 | 2018年9月21日 |
| 改編自《》       |            |                                                     |             |                 |               |

### Season 2 (2020)
| 總集數                                    | 集數（季） | 標題                                                          | 導演        | 編劇                        | 上線日期       |
| ----------------------------------------- | ---------- | ------------------------------------------------------------- | ----------- | --------------------------- | -------------- |
| 14                                        | 1          | 第一章：巨魔圈 Chapter 1: The Troll Circle                    | 安迪·科伊爾 | 斯蒂芬妮·辛普森             | 2020年12月14日 |
| 15                                        | 2          | 第二章：屍鬼 Chapter 2: The Draugen                           | 安迪·科伊爾 | 班·約瑟夫                   | 2020年12月14日 |
| 16                                        | 3          | 第三章：女巫 Chapter 3: The Witch                             | 安迪·科伊爾 | 斯蒂芬妮·辛普森&盧克·皮爾森 | 2020年12月14日 |
| 17                                        | 4          | 第四章：永恆戰士 Chapter 4: The Eternal Warriors              | 安迪·科伊爾 | 肯尼·拜爾利                 | 2020年12月14日 |
| 18                                        | 5          | 第五章：風車 Chapter 5: The Windmill                          | 安迪·科伊爾 | 盧克·皮爾森                 | 2020年12月14日 |
| Song: "This is Nowhere"—由奧維爾·佩克創作 |            |                                                               |             |                             |                |
| 19                                        | 6          | 第六章：特洛爾堡的老鐘塔 Chapter 6: The Old Bells of Trolberg | 安迪·科伊爾 | 布萊恩·科恩&加布·普利亞姆   | 2020年12月14日 |
| 20                                        | 7          | 第七章：大釜島的怪獸 Chapter 7: The Beast of Cauldron Island  | 安迪·科伊爾 | 提姆·麥肯                   | 2020年12月14日 |
| 21                                        | 8          | 第八章：五十年前那晚 Chapter 8: The Fifty Year Night          | 安迪·科伊爾 | 肯尼·拜爾利                 | 2020年12月14日 |
| 22                                        | 9          | 第九章：鹿狐 Chapter 9: The Deerfox                           | 安迪·科伊爾 | 盧克·皮爾森                 | 2020年12月14日 |
| 23                                        | 10         | 第十章：尤爾兄弟 Chapter 10: The Yule Lads                    | 安迪·科伊爾 | 托德·凱西                   | 2020年12月14日 |
| 客串:安迪·瑟克斯為科特斯尼克。            |            |                                                               |             |                             |                |
| 24                                        | 11         | 第十一章：牛仔短褲事件 Chapter 11: The Jorts Incident         | 安迪·科伊爾 | 艾米莉·布倫迪奇             | 2020年12月14日 |
| 25                                        | 12         | 第十二章：接替者 Chapter 12: The Replacement                  | 安迪·科伊爾 | 托德·凱西                   | 2020年12月14日 |
| 26                                        | 13         | 第十三章：石頭森林 Chapter 13: The Stone Forest               | 安迪·科伊爾 | 斯蒂芬妮·辛普森             | 2020年12月14日 |
| 改編自《》                                |            |                                                               |             |                             |                |

### 電影 (2021)
| 標題                                       | 導演        | 編劇        | 上線日期       |
| ------------------------------------------ | ----------- | ----------- | -------------- |
| 希爾達與山怪王 Hilda and the Mountain King | 安迪·科伊爾 | 盧克·皮爾森 | 2021年12月30日 |
| 改編自《》                                 |             |             |                |

### Season 3 (2023)
| 總集數                      | 集數（季） | 標題                                                     | 導演        | 編劇                | 上線日期      |
| --------------------------- | ---------- | -------------------------------------------------------- | ----------- | ------------------- | ------------- |
| 27                          | 1          | 第一章：前往托弗敦的火車 Chapter 1: The Train to Tofoten | 安迪·科伊爾 | 盧克·皮爾森         | 2023年12月7日 |
| 28                          | 2          | 第二章：妖精丘 Chapter 2: The Fairy Mound                | 安迪·科伊爾 | 盧克·皮爾森         | 2023年12月7日 |
| 29                          | 3          | 第三章：巨人殺手 Chapter 3: The Giantslayer              | 安迪·科伊爾 | 班·格林             | 2023年12月7日 |
| 30                          | 4          | 第四章：愛笑的人魚 Chapter 4: The Laughing Merman        | 梅根·弗格森 | 班·約瑟夫&切·格雷森 | 2023年12月7日 |
| 31                          | 5          | 第五章：工作 Chapter 5: The Job                          | 梅根·弗格森 | 斯蒂芬妮·辛普森     | 2023年12月7日 |
| 32                          | 6          | 第六章：被遺忘的湖 Chapter 6: The Forgotten Lake         | 安迪·科伊爾 | 斯蒂芬妮·辛普森     | 2023年12月7日 |
| 33                          | 7          | 第七章：奇怪的頻率 Chapter 7: Strange Frequencies        | 梅根·弗格森 | 艾米莉·布倫迪奇     | 2023年12月7日 |
| 34                          | 8          | 第八章：妖精島 Chapter 8: The Fairy Isle                 | 安迪·科伊爾 | 盧克·皮爾森         | 2023年12月7日 |
| 客串: 雪莉·亨德森為妖精靈體 |            |                                                          |             |                     |               |

## 制作过程

### 构思

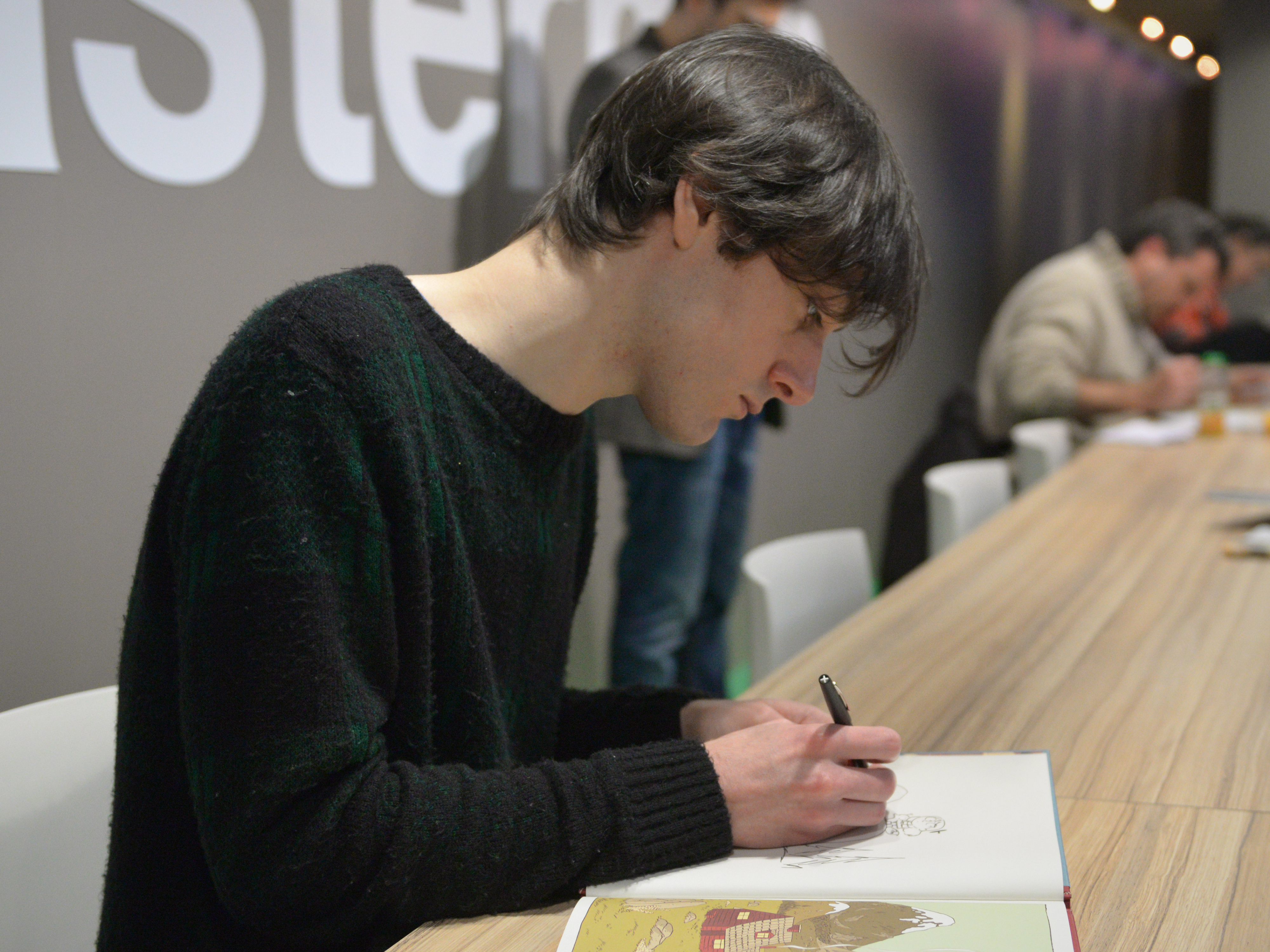
卢克·皮尔森在2015年安古莱姆音乐节上。

卢克·皮尔森之前曾在動畫行業工作，在《探险活宝》擔任過幾集故事版的繪製者。 在《藍發女孩進城記》系列的早期，儘管他對希爾達這個角色如何呈現在動畫中有一定設想，但他從未認真考慮過將這些書改編成動畫。
在卢克·皮尔森與Silvergate接洽之前，一些動畫製作公司對將《藍發女孩進城記》改編為動畫有一定的興趣，但雙方未能達成一致。2014年，Silvergate製片人凱特·穆勒在紐約布魯克林的一家獨立書店找到了《藍發女孩進城記》系列的第一本書《希爾達福克》。他很喜歡這本書，並有興趣將其帶到電視上。
那年稍後，他通過郵件收到了來自Silvergate的《藍發女孩進城記》動畫系列提案。提案設計成《飞鸟大游行》中希爾達書包中的一本書，甚至還附有一張特洛爾堡圖書館借閱證和一封精靈信，以及一個包含實際廣告的木制U盤。那時，《藍發女孩進城記》系列的三本書已經出版，第四本書《神秘的黑猎犬》當時正在編寫中。他很喜歡這個提議，很快就與Silvergate開始了討論。
當他和Silvergate開始合作時，他們希望在原版書籍的基礎上有所創新，同時保持該系列的總體基調。他特別關心的是能够確保這個節目不會讓人覺得“過於電視化和公式化”。

### 推广
在总编剧斯蒂芬妮·辛普森的帮助下，卢克和Silvergate制作了一本“宣传圣经”，用以向各公司推销该节目。为了充实剧本，他们补充扩展了一些书中的元素。例如，大卫和弗丽达这两个角色原本是《神秘的黑猎犬》中出现的次要人物。辛普森特别挑选了这些角色，让他们成为希尔达的朋友，并丰富了他们的故事内容。Netflix最终于 2016 年选中并开始了该剧的制作。

### 公告
2016年6月15日，《纽约客》首次提及该系列的开发进度，称Netflix计划“在2018年初根据前四本书的内容制作一部12集的动画系列剧。”2016年6月21日，卢克·皮尔森和英国诺布罗出版社的联合创始人山姆·亚瑟在Nobrow Press的官方博客上宣布，Silvergate Media也将参与该系列的制作。皮尔森表示:“我很高兴终于可以说这一切正在发生，在绘制新书的同时已经与Silvergate合作了一段时间，我对这部作品倾注了无尽的细节与爱，并期待在几年后与大家共享成果。”

### 动画制作
Mercury Filmworks是一家加拿大动画工作室，因制作各种迪士尼动画电视节目而闻名。为了确定节目的动作和外观，他们特意制作了一分半钟的动画进行测试。他们还对节目的设计和艺术风格进行了各种试验，以确定改编后的最佳效果。Atomic Cartoons也帮助制作了第一季中8集的动画。

### 角色设计
在设计剧中的背景角色时，卢克通常会为角色绘制初步草图，然后由Mercury Filmworks将草图转化为设计成品。诸如大卫、艾福等角色的眼睛设计成点状，这样可以让他们更好地融入节目中。
剧中的生物在很大程度上取材于斯堪的纳维亚民间传说。该剧最大的灵感来源之一是威廉·亚历山大·克雷吉撰写的《斯堪的纳维亚民间传说：北方民族传统信仰图解》（英語：Scandinavian Folk-Lore:Illustrations of the Traditional Beliefs of the Northern Peoples），剧中的许多生物都来源于这些故事。

## 發行
第一季的前两集于2018年2月25日在纽约国际儿童电影节首映。第二季的第一集和第三集于2020年2月22日在纽约国际儿童电影节首映。 第三季的前两集于2023年9月21日，在渥太华国际动画节首映，此时正值《藍髮女孩進城記》系列五周年之际。
《藍髮女孩進城記》第一季于2018年9月21日在Netflix上发布。第二季于2020年12月14日发布。第三季，即该系列的最终季，于2023年12月7日发布。

## 评价

### 评论回应
《藍髮女孩進城記》获得了评论界和《藍髮女孩進城記》书迷们的一致好评，他们对该剧的编剧、角色、动画和演员表演赞不绝口。在评论网站烂番茄上，《藍髮女孩進城記》第一季基于10条评论获得了100%的新鲜度，平均评分为9.00/10。评论者们一致认为：“《藍髮女孩進城記》是一部高质量的奇幻动画片，它成功地将复杂的情感和迷人的角色融入到惊心动魄的冒险中。”对于《藍髮女孩進城記》第二季，评论者们并未能达成一致。Common Sense Media的艾米丽·阿什比 (英語：Emily Ashby)给予了该系列四颗星的评价 (满分五星)，并认为希尔达其人“是该剧的最大亮点，但它也得益于充满好奇心的角色、别出心裁的故事和Toonboom动画，以及一个可爱的奇幻世界”。
Collider的艾莉森·基恩 (英語：Allison Keene)给予了该系列四颗星的评价：“无论年龄大小，《藍髮女孩進城記》都能够吸引观众加入这场神秘而刺激的冒险，并在一个欢快而奇妙的世界中，从介绍这些众多生物及其一些好奇的习性中发现它的神奇之处。虽然希尔达必须长大成人，接受城市生活，但她不必放下童心。“其他评论者则重点关注了被称为“图书管理员”（凯萨）的角色，认为她的角色 “是流行文化中对图书管理员描述最為正面之一，与同类型动画片《太空克里奥佩特拉》和《神娃之伊莎莉亚战记》齐名”。同一位评论者指出，《藍髮女孩進城記》第一季中有9分钟处在图书馆的环境中，给他留下了“深刻印象”，其中一集以储藏室为特色，并认为该系列明确了“图书管理员和图书馆在未来几年的重要性”。

### 奖项及提名
| 年份 | 奖项                             | 类别                                  | 提名者 | 结果 | Ref           |
| ---- | -------------------------------- | ------------------------------------- | --- | ---- | ------------- |
| 2019 | 第46届安妮奖                     | 最佳兒童動畫電視/廣播製作             | 《藍髮女孩進城記》 | 獲獎 | [ 35 ] [ 36 ] |
| 2019 | 第46届安妮奖                     | 動畫電視/廣播製作中角色動畫傑出成就   | 史考特·劉易斯 | 獲獎 | [ 35 ] [ 36 ] |
| 2019 | 第46届安妮奖                     | 動畫電視/廣播製作寫作傑出成就         | 斯蒂芬妮·辛普森 | 獲獎 | [ 35 ] [ 36 ] |
| 2019 | 第78届皮博迪奖                   | 兒童與青少年節目                      | 《藍髮女孩進城記》 | 提名 | [ 37 ] [ 38 ] |
| 2019 | 第46届日间时段艾美奖             | 傑出兒童動畫系列片                    | 克林特·伊蘭、庫爾特·穆勒、盧克·皮爾森、斯蒂芬妮·辛普森、亞當·艾德爾森、尚達·玲、雷切爾·西蒙和安德魯·海馬斯                       | 提名 | [ 39 ]        |
| 2019 | 第46届日间时段艾美奖             | 傑出動畫節目編劇                      | 斯蒂芬妮·辛普森和肯尼·拜爾利 | 提名 | [ 39 ]        |
| 2019 | 第46届日间时段艾美奖             | 傑出動畫節目導演                      | 安迪·科伊爾和梅根·弗格森 | 提名 | [ 39 ]        |
| 2019 | 第46届日间时段艾美奖             | 優秀動畫節目主標題與平面設計          | 《藍髮女孩進城記》 | 獲獎 | [ 39 ]        |
| 2019 | 2019年英国电影电视艺术学院儿童奖 | 最佳動畫                              | 盧克·皮爾森、斯蒂芬妮·辛普森、庫爾特·穆勒和貝拉·拉姆齊                                                                           | 獲獎 | [ 40 ]        |
| 2020 | 2020 Kidscreen Awards            | 最佳動畫系列                          | 《藍髮女孩進城記》 | 獲獎 | [ 41 ]        |
| 2020 | 2020年英国电影电视艺术学院儿童奖 | 最佳配音演出                          | 貝拉·拉姆齊 | 提名 | [ 42 ] [ 43 ] |
| 2021 | 第48届安妮奖                     | 最佳兒童動畫電視/廣播製作             | 《藍髮女孩進城記》（第二季第九集：鹿狐）                                                                                         | 獲獎 | [ 44 ]        |
| 2021 | 第48届安妮奖                     | 動畫電視/廣播製作中角色動畫的傑出成就 | 大衛·拉利伯特 | 獲獎 | [ 44 ]        |
| 2021 | 第48届安妮奖                     | 動畫電視/廣播製作中角色動畫傑出成就   | 約翰·麥金農（第二季第九集：鹿狐）                                                                                                | 獲獎 | [ 44 ]        |
| 2021 | 第48届日间时段艾美奖             | 傑出兒童動畫系列片                    | 庫爾特·穆勒、盧克·皮爾森、斯蒂芬妮·辛普森、布萊恩·科恩、尚達·玲、雷切爾·西蒙、埃默拉爾德·賴特-科利、史蒂夫·雅各森和維克多·雷耶斯 | 獲獎 | [ 45 ]        |
| 2021 | 第48届日间时段艾美奖             | 傑出動畫節目編劇                      | 斯蒂芬妮·辛普森和盧克·皮爾森 | 提名 | [ 45 ]        |
| 2021 | 第48届日间时段艾美奖             | 傑出動畫節目導演                      | 安迪·科伊爾 | 提名 | [ 45 ]        |
| 2021 | 第48届日间时段艾美奖             | 傑出日間動畫系列配音指導              | 大衛·皮科克 | 提名 | [ 45 ]        |
| 2021 | 第48届日间时段艾美奖             | 傑出日間動畫系列配音指導              | 約翰·麥金農（与《狂歡三寶》共享）                                                                                                | 獲獎 | [ 45 ]        |
| 2022 | 2022年英国电影电视艺术学院儿童奖 | 最佳動畫                              | 《藍髮女孩進城記》 | 提名 | [ 46 ]        |
| 2024 | 第51届安妮奖                     | 最佳兒童動畫電視/廣播製作             | 《藍髮女孩進城記》（第三季第八集：精灵岛）                                                                                       | 獲獎 | [ 47 ]        |
| 2024 | 第51届安妮奖                     | 動畫電視/廣播製作編輯傑出成就         | 約翰·麥金農和麥克·斯特凡內利 | 提名 | [ 47 ]        |

## 搭配

### 電影
根據同名書冊改編的82分鐘電影於2019年投入製作，並於2021年12月30日上映。

### 手機遊戲
一款基於該系列的手機遊戲《希尔达：生物》於2018年10月18日在App Store上架。Android版本於2018年12月6日發布。

### 小說
《冒险家希尔达：隐形王国》是根據該系列前兩集改編的小說，於2018年9月4日發行。該書由史蒂芬·戴維斯撰寫，塞拉·米勒 (英語：Seaerra Miller)插圖。另外兩本以第一季劇情為基礎的小說之後也發行了，分別是《冒险家希尔达：雷霆神鸟》和《冒险家希尔达：盗物空间》。它們分別於2019年1月22日和5月21日發行，同樣由戴維斯及米勒執行創作。
另外三部以此系列為基礎的小說，特別是基於第二季劇情的，分別為《冒险家希尔达：时空穿越》、《冒险家希尔达：深海巨兽》和《冒险家希尔达：异境逃生》，皆於2020年11月17日發行。

### 原聲專輯
收錄前兩季音樂的兩張原聲專輯於2023年7月28日由麥迪遜門唱片透過數位平台發行。第三季的原聲專輯隨後於2023年12月15日發行。

## 備註
1. ↑  第三季時十三歲[2]
2. ↑  具有鹿和狐狸特徵的虛構物種。

## 外部連結
- 官方网站
- 互联网电影数据库（IMDb）上《Hilda》的资料（英文）